# Satipoella heilipoides
Satipoella heilipoides är en skalbaggsart som beskrevs av Lane 1964. Satipoella heilipoides ingår i släktet Satipoella och familjen långhorningar. Inga underarter finns listade i Catalogue of Life.